# 梅林與龍之戰
《梅林與龍之戰》（英語：Merlin and the War of the Dragons）是2008年11月25日在美国以DVD的形式发售的的一部魔幻电影。由马克·阿特金斯（Mark Atkins）执导，西蒙·劳埃德·罗伯茨（Simon Lloyd Roberts）与妮娅·安妮（Nia Ann）等主演。
该作是描述的是伟大魔法师梅林的传奇生涯的开始。2009年的姐妹作《梅林和野兽之书》（Merlin And The Book Of Beasts）描述的是梅林的传奇生涯的终末。

## 故事内容
故事背景架构在时值西元420年的不列颠。曾经占领着不列颠的罗马帝国军队撤离后，不列颠国内开始动荡不安，逐渐进入一个充满战争的混乱不堪的黑暗时代。人们都认为梅林的父亲是来自冥界的邪灵，所以都一致决定在孩子出生时就杀掉他，然而一位老法师却不赞同他们的做法，他指责那些想要杀死这孩子的人，并把这孩子给带走了。20年后，在老法师的教导下，梅林长大成人，与同是孤儿的凡丁格一同学习魔法。一天，凡丁格诱骗梅林去窃取老法师的古魔法书来看到自己的身世，但却令梅林看到了恐怖的恶魔景象而瘫倒在地，不省人事。由于凡丁格不服老法师总将梅林放在第一位而逃离出走。老法师为了拯救梅林而带着他前往阿瓦隆湖边寻求湖中女神妮莉欧的帮助，梅林苏醒后，老法师教导梅林，他的身世与他的家族毫无关系，今后自己会成为什么样的人都取决于自己。实际上梅林确实是妓女和魔鬼所生的孩子。
出逃中的凡丁格在山洞中意外地发现了一枚龙蛋，他解放了龙蛋试图操控着巨龙去袭击山民，在山民面前他故意用箭射死了巨龙，然后把巨龙的血给那些山民喝了，之后喝了龙血的山民统统都变成了巨龙。不列颠国王佛地根在一位邪恶法师的鼓动下始终认为梅林是魔鬼的化身，终究还是要杀死他，后被老法师阻止。就在此时，梅林顿时感知到有一条白龙在靠近他们，果真一条白龙突然窜出袭击他们，紧接着凡丁格的几条巨龙又突然窜出袭击众人，在梅林的帮助下众人才得以逃过一劫。老法师要求梅林去寻找妮莉欧的姐妹薇薇安求得神剑，薇薇安知道梅林需要神剑而提出要求，让梅林拿出东西与她作交换，随后薇薇安带着神剑出现在梅林面前，要求梅林把剑用过后让他将神剑带回去给她。成功拿到神剑的梅林在途中预知到老法师即将遭遇不测而向老法师家奔去。此时，凡丁格变化成梅林的模样试图从老法师口中探出古魔法咒语书的下落，在老法师发觉事情不对时，而被凡丁格的箭所刺中胸膛，在千钧一发之际梅林及时赶到将老法师成功救走，最终因箭刺入心口的老法师感到死期已到，临终前将能击退巨龙的方法告诉了梅林。而此时的不列颠国王已背叛祖国，投奔了撒克逊人，还在战场上要求自己的将士放下武器投降，尤瑟·潘德拉刚却勇敢的站出来鼓舞将士们，让他们重新拾回勇气与希望，在杀死了不列颠国王佛地根后众将士一同冲向撒克逊军队，撒克逊首领见势不妙，让与其组成联盟的凡丁格召唤出巨龙来清理战场，最终不列颠军队成功撤离了战场......

## 演员阵容
- 梅林（Merlin） - 西蒙·劳埃德·罗伯茨
- 妮莉欧（Nimue） - 妮娅·安妮
- 法师（The Mage） - 尤爾根·普洛斯諾（英语：Jürgen Prochnow）
- 薇薇安（Vivianne） - 凯莉丝·艾勒里
- 凡丁格（Vortigern） - Hefin Wyn
- 尤瑟王（Uther） - 迪伦·琼斯

## 主创人员
- 导演：马克·阿特金斯
- 剧本：乔恩·梅西
- 制作人：戴维·迈克尔·莱特、戴维·里马维、保罗·贝尔斯（英语：Paul Bales）
- 摄影：马克·阿特金斯
- 制作商：瘋人院影業